# ガットリベロ
ガットリベロ株式会社（GattoLibero.Co.,Ltd）は、滋賀県栗東市に本社を置く、アウトレット店「222（トリプルツー）」の店舗運営事業を中心とする企業である。

## 概要
2005年9月に創業者兼社長の荒木伸也が、有限会社かっぱ堂を設立。古本の販売から事業をスタートし、その後はCDやDVD、食品、家電、生活雑貨などのいわゆる「訳あり品」を取り扱うインターネット通販へと事業を拡大し、2018年7月に222（トリプルツー）1号店をオープンした。「もったいないのココロ」をスローガンに、「どこよりも安く」を追求しながら、事業を拡大する。

## 沿革
- 2005年（平成17年）
  - 9月 - 有限会社かっぱ堂設立。
  - 10月 - 滋賀県古書籍商組合加入。
- 2008年（平成20年）5月 - 株式会社かっぱ堂へ商号変更し、本社を野洲市上屋へ移転する。
- 2009年（平成21年） - 国道8号沿いに買取センターの実店舗がオープンする。
- 2011年（平成23年） - ニシリク商品管理センターでの業務を開始する。
- 2015年（平成27年）
  - 1月 - 楽天市場、Yahoo!ショッピングに「訳ありアウトレットGL店」をオープンする。
  - 2月 - 現在の社名へ商号を変更する。
- 2016年（平成28年）
  - 4月 - 買取サービス「GLスポーツ」を開始する。
  - 7月 - 本社を栗東市へ移転し、中古スポーツ用品の取り扱いを開始する[2]。
- 2017年（平成29年）
  - 2月 - 滋賀ユナイテッドベースボールクラブのOFFICIAL TOP SPONSORSに就任する。
  - 6月 - フードバンク滋賀と食品寄付の提携を結ぶ。
  - 7月 - 動物保護愛護団体と寄付の提携を結ぶ。
- 2018年（平成30年）7月 - 実店舗の222（トリプルツー）1号店を栗東市にオープンし、店舗のチェーン展開を始める。
- 2019年（令和元年）
  - 10月 - 就労継続支援A型事業所を営む、Anshin株式会社と業務を提携する。
  - 12月 - 本社を彦根市へ移転する。
- 2020年（令和2年）9月 - 本社を栗東市へ移転する。

## 店舗
実店舗222（トリプルツー）を展開する。店舗の詳細は「ショップリスト」を参照。

## テレビ番組
- 日経スペシャル カンブリア宮殿「物価高のご時世の救世主 激安店のビジネスのからくり」（2025年3月20日放送、テレビ東京系列） - 創業者の荒木伸也がスタジオ出演[3]。